# Mariánské Radčice
Mariánské Radčice (deutsch Maria Ratschitz) ist eine Gemeinde im Okres Most im nordböhmischen Ústecký kraj, Tschechien. Der Ort ist einer der ältesten Wallfahrtsorte in Böhmen (seit 1280), bekannt durch die Wallfahrtskirche zur schmerzhaften Mutter Gottes, diese ist ein Marien-Wallfahrtsort und gehört zum Zisterzienser-Kloster Osek.

## Geografie

### Lage
Mariánské Radčice liegt fünf Kilometer südlich von Litvínov im Nordböhmischen Becken und wird vom Radčický potok (Grundbach) durchflossen.

### Gemeindegliederung
Die Gemeinde Mariánské Radčice besteht aus den Ortsteilen Libkovice (Liquitz) und Mariánské Radčice (Maria Ratschitz). Das Gemeindegebiet gliedert sich in die Katastralbezirke Libkovice u Mostu und Mariánské Radčice.

### Nachbarorte
| Louka (Wiese)              | Lom (Bruch)                                 |                |
| Litvínov (Oberleutensdorf) | Kompassrose, die auf Nachbargemeinden zeigt | Osek (Ossegg)  |
| Most (Brüx)                |                                             | Bílina (Bilin) |

## Geschichte
Mariánské Radčice hatte bis 1968 einen Bahnhof an der Bahnstrecke Ústí nad Labem–Chomutov.
Die Kirche selbst ist in gutem Zustand. Der Kreuzgang und die sechs Nebenkapellen bedürfen einer Sanierung. In den 2010er-Jahren wurde das zugehörige Pfarrhaus saniert.

## Filme
- Bier statt Messwein - Ein deutscher Pfarrer in Tschechien